# Alkymisten (film)
 For alternative betydninger, se Alkymisten. (Se også artikler, som begynder med Alkymisten)
Alkymisten er en dansk kortfilm fra 2013 instrueret af Teis Syvsig efter eget manuskript.

## Handling
Tyskland i 1800-tallet. En kone stiller sin mand en umulig opgave; han skal producere guld og gøre hende rig – ellers kan hun ikke elske ham.